# Mazeyrolles
Mazeyrolles è un comune francese di 360 abitanti situato nel dipartimento della Dordogna nella regione della Nuova Aquitania.

## Società

### Evoluzione demografica
Abitanti censiti